# Oblężenie Oreos
Oblężenie Oreos – starcie zbrojne, które miało miejsce w roku 199 p.n.e.
W roku 199 p.n.e. Rzymianie i ich sprzymierzeńcy wylądowali na Euebei, gdzie podjęli próby zdobycia kilku miast. Po nieudanych atakach na Karystos i Kassandreję, wojska Rzymian legata Apustiusza i Pergamończyków Attalosa podeszły pod Oreos, miasto umocnione dwiema cytadelami. Rzymianie uderzyli na bramy miasta, rozbijając je taranami. W tym samym czasie wojska Attalosa bombardowały miasto z katapult. Po dłuższym oblężeniu, które Apustiusz wykorzystał do zajęcia Larissy Kremaste i Pteleonu, sytuacja obrońców stała się krytyczna. Mury miasta były już poważnie uszkodzone a w mieście było wielu zabitych, brakowało też żywności. Wykorzystując wyłomy w murach Rzymianom udało się w końcu wedrzeć do miasta. Resztki obrońców schroniły się w miejscowym Akropolu, lecz po dwóch dniach skapitulowały. Po wzięciu jeńców i obrabowaniu miasta przez Rzymian, Oreos przekazane zostało władcy Pergamonu.

## Literatura
- Krzysztof Kęciek: Kynoskefalaj 197 p.n.e., wyd. Bellona. Warszawa 2002.